# Henry Lemoine
Jean-Henry Lemoine (* 21. Oktober 1786 in Paris; † 18. Mai 1854 ebenda) war ein französischer Musikverleger, Musikpädagoge und Komponist.

## Leben
Lemoine, ein Schüler Anton Reichas und Louis Adams, wirkte als erfolgreicher Klavierlehrer in Paris. 1816 übernahm er von seinem Vater, dem Gitarrenvirtuosen Antoine Marcel Lemoine (1763–1817 oder 1816), den Musikverlag, den dieser 1772 (oder 1793) gegründet hatte und der bis heute unter dem Namen Éditions Henry Lemoine existiert.
Lemoine wurde der Verleger Frédéric Chopins. 1844 veröffentlichte er Hector Berlioz’ Instrumentationslehre Traité d'orchestration. Mit Ferdinando Carulli veröffentlichte er ein Solfège-Lehrbuch, auf dem Adolphe Danhausers Solfège des Solfèges beruht, das bis heute in vielen Auflagen in 10 Millionen Exemplaren erschienen ist.
Daneben komponierte Lemoine eine Anzahl musikpädagogischer Werke (u. a. Études infantines), eine umfangreiche Sammlung von Bagatelles genannten Klavierstücken und die Recreations musicales. Seine Méthode et des études de piano ist bis heute in Gebrauch. Mit dem Gitarristen Fernando Sor veröffentlichte er eine vierbändige Schule des Taktes für Klavier (École de la mesure et de la ponctuation musicale), die 1877 in zweiter Auflage erschien.
1850 erblindete Lemoine und übergab 1852 die Leitung seines Musikverlages an seinen Sohn Achille Lemoine, der erstmals eine eigene Druckerpresse für den Verlag anschaffte. In der Folgezeit entwickelte sich das Unternehmen erfolgreich weiter und gab Werke bedeutender Komponisten wie beispielsweise Bach, Beethoven, Mozart, Clementi, Liszt, César Franck, Paganini und Rossini heraus.